# Списак рачунарских игара са темом из Другог светског рата
У рачунарским играма многи историјски догађаји користе се као основа за сценарио или за корисничко окружење. Од свих историјских догађаја Други светски рат се најчешће користи као подлога за различете рачунарске игре. Нарочито су често коришћени догађаји на западном фронту (Искрцавање у Нормандију) који су познати западном купцу.

## "Пуцачине“ из првог лица ()
- серијал
  -  (1999)
  -  (2000, 2002)
  -  (2002)
  -  (експанзија)
  -  (експанзија)
  -  (2002)
  -  (2003)
  -  (2003)
  -  (2004)
  -  (2005)
  -  (2006)
  -  (2007)
  -  (2007)
- -  (2002)
  -  (експанзија)
  -  (експанзија)
- -  (2003)
  -  (2004) (експанзија)
  -  (2004)
  -  (2005)
  -  (2005)
  -  (2006)
  -  (2007)
  -  (2008)
  - Call of Duty: Vanguard (2021)

- серијал
  -  (1992)
  -  (1992)
  -  (2001)
  -  (2003)

- серијал
  -  (2005)
  -  (2005)
  -  (2008)

- Остало
  -  (2003)
  -  (2005)
  -  (2006)
  -  (2006)
  -  (2005)
  -  (2012)
  -  (2014)
  -  (2006)

## Стратегије у реалном времену
- серијал
  -  (1996)
  -  (1997)
  -  (1998)
  -  (1999)
  -  (2000)

- серијал
  -  (2000)
  -  (2001) (експанзија)
  -  (2002)
  -  (2004) (експанзија)

- серијал
  -  (1998)
  -  (1999) (експанзија)
  -  (2001)
  -  (2003)

- серијал
  -  (2003)
  -  (експанзија) (2004)
  -  (експанзија) (2004)
  -  (2005)

- серијал

- Разно
  -  (2003)
  -  (2004)
  -  (2004)
  -  (2004)
  -  (2005)
  -  (2006)
  -  (2006)
  -  (2006)
  -  (2006)
  -  (2014)

## Стратегије на потезу
- -  (1980) [1]
  -  (1983)
  -  (1984)
- -  (1994)
  -  (1995)
  -  (1997)
  -  (1997)
  -  (1999)
  -  (2000)
  -  (2013)
  -  (2009) (Бесплатна верзија затвореног кода. Прво избачена верзија 0.1. Скроз избачена након бета верзије 2013.) [2]
- -  (2011) (Бесплатна онлајн верзија заснована на Јави. Угашена у 2016.) [3][4]
  -  (2018) (Старо име: Desert War 1940-42) [5][6]
  -  (2021)

## Остало
- (потезна стратегија) (1998)
- (1999) (експанзија)
- (симулација тенковске борбе) (2000)
- (симулација тенковске борбе) (2000)
- (симулација летења) (2003)
- (2005)
- (2004) потезна стратегија, алтернативна историја